# Ophiomyia simplex
Ophiomyia simplex (лат.) — вид двукрылых из семейства минирующих мух.

## Описание
Длина крыльев 2,1-2,5 мм. Ротовая полость, ни наличник не сужены как у других представителей рода Ophiomyia. Вибриссы у самцов собраны в «рог». Скуловые пластинки блестящие. Костальная жилка доходит только до жилки R4+5. Основная часть эдеагуса самца (базифаллус) состоит из одной пары узких извилистых полос, а вершинная часть (дистифаллус) небольшая и имеет форму колокола..

## Биология
Личинки развиваются в стеблях спаржи лекарственной и причиняют экономический ущерб её промышленным плантациям. Повреждение эпидермиса стебля личинками приводит к пожелтению, а иногда и к его гибели растений. Сильное заражение приводит к ослаблению растения настолько, стебли ломаются под сильном ветре или дождяк. Поскольку часть фотосинтеза происходит в зелёном стебле спаржи, повреждения, наносимые личинками, снижают общую урожайность. На всех стадиях развития Ophiomyia simplex является переносчиком фитопатогенных грибов рода Fusarium, в том числе: Fusarium moniliforme, Fusarium proliferatum, Fusarium subglutinans, и Fusarium oxysporum, которые приводят к развитию корневой гнили.
В течение года развивается два поколения. Куколки второго поколения зимует в почве на глубине около 5-7 см. Самки откладывают яйца у основания стеблей чуть выше, так и чуть ниже поверхности почвы. Молодые личинки сначала прокладывают ходы вверх по стеблю на расстояние до 30 см, а затем разворачиваются и начинают ползти вниз, иногда проникая в стержневой корень. Зрелые личинки первого поколения окукливаются под эпидермисом, обычно на глубине около 3 см от почвы.

## Распространение
Встречается в Европе, Турции, Северной Америке (США и Канаде) и Гавайских островах.